# Лікуліа Болонго
Норбер Лікуліа Болонго (нар. 8 липня 1939) — конголезький військовий і політичний діяч, останній прем'єр-міністр Заїру.